# Salling Clicker
Salling Clicker, före detta Sony Ericsson Clicker, är en uppsättning programvara som tillåter en persondator (med Mac OS eller Windows) att fjärrstyras från en mobiltelefon eller handdator via Bluetooth eller WLAN. Utvecklaren är svensken Jonas Salling via bolaget Salling Software.
Över 300 mobiltelefoner stöds . En av de första modellerna som fick stöd är Sony Ericsson T68i. Ett flertal olika funktioner i vissa program kan fjärrstyras, exempelvis att byta låt i Itunes eller styra en Powerpoint-presentation.
Ursprungligen hette lösningen Sony Ericsson Clicker och den hade bara stöd för - som namnet antyder - Sony Ericsson-telefoner och via Bluetooth. Efter att bland annat Nokia-telefoner fick stöd bytte programmet namn till Salling Clicker. I ett senare skede anpassades lösningen för Windows och lade till stöd för fjärrstyrning via WLAN.
Under 2003 års upplaga av Apples årliga utvecklarkonferens – World Wide Developer Conference (WWDC) – belönades Salling Clicker 1.5 av Apple Design Award .